# Török Katalin (színművész)

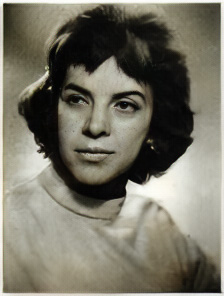
1964-ben
(Új Élet 1964/24)

Török Katalin (Kolozsvár, 1930. július 9. – Budapest, 2023. december 22. ) erdélyi magyar színésznő.

## Élete
1949-ben a kolozsvári Állami Leánygimnáziumban, a volt Református Leánygimnáziumban (jelenleg Apáczai Csere János Elméleti Líceum) érettségizett. 1956-ban végzett a marosvásárhelyi Szentgyörgyi István Színművészeti Intézetben, majd előbb a szatmárnémeti, 1957 augusztusától pedig a kolozsvári társulathoz szerződött, melynek 1986-ig, nyugdíjazásáig tagja maradt.
Karakterszerepeiben főként az élet megtiportjait, a keservekkel, gondokkal küszködő asszonyokat játszotta el. Alakításait érzelmi telítettség, szikár kifejezőeszközök jellemzik.

## Főbb szerepei
- Nelly (Barta Lajos: Szerelem)
- Kocsma Jenny (Bertolt Brecht – Kurt Weill: Koldusopera)
- Adela (Aurel Baranga: Jámborlelkű Szent Flórián)
- Vinczéné (Bálint Tibor: A sánta angyalok utcája)
- Aneta Duduleanu (Alexandru Kiriţescu: Szarkafészek)
- Froláné  (Luigi Pirandello: Így van (ha így tetszik))
- Lina grófnő  (Molnár Ferenc: Olympia és Kovács huszárkapitány szerelme)
- Iokaszté (Szophoklész: Oidipusz király)
- Maria Josefa (Federico García Lorca: Bernarda Alba háza)

Szerepeinek listája elérhető a kolozsvári magyar színház adatbázisában.

## Díjai
- Reményik Sándor-emlékplakett (2009)[6]